# I'noGo tied
I'noGo tied, letterlijke vertaling huis van de geesten, is in de Inuitmythologie van Alaska een geluksbrenger. De amulet, gemaakt van blubber en zeehondenbont, moest kinderen beschermen tegen onheil. Het kan worden vastgemaakt met een koord.